# Наносы

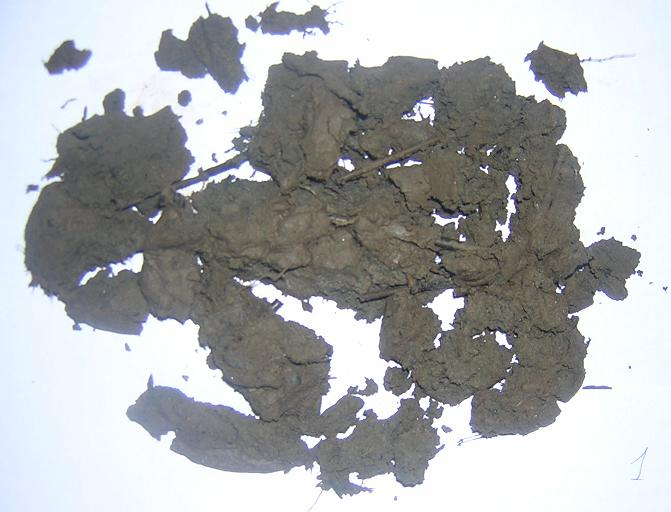
Ил

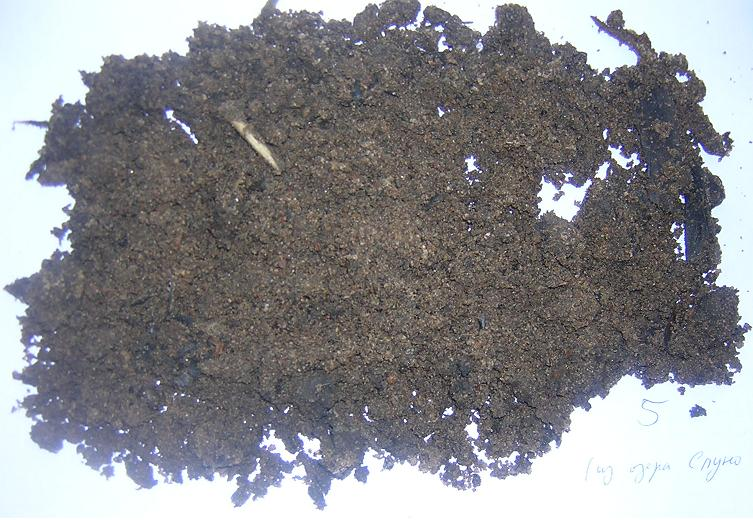
Песчаные наносы

Нано́сы, седименты — твёрдые частицы, переносимые водным или воздушным потоком.

## Описание
В гидрологии (также русловедении, гидравлике) различают русловые и нерусловые наносы. Наносы также подразделяются по форме транспорта на влекомые (донные) и взвешенные. Русловые наносы обычно являются влекомыми, нерусловые — взвешенными.
Перемещение наносов является сущностью русловых процессов.
Интенсивность образования наносов зависит от скорости водного потока. Масса перемещаемых потоком частиц пропорциональна скорости этого потока в шестой степени. Особенно много наносов переносят короткие сильные ливни в горных районах.
Вследствие вымывания водой, поверхность Земли ежегодно теряет 10-12 млрд. куб. м. горной породы и почвы. Около 40% всего годового твердого стока приходится на долю 9 рек: Хуанхэ - почти 2 млрд. т., Ганг - 1.5 млрд. т., Амазонка - 548 млн. т., Миссисипи - 312 млн. т., Амударья - 217 млн. т., Нил - 111 млн. т. Брахмапутра, Янцзы, Инд. Среди рек России наибольший сток наносов у Енисея - 17 млн. т. Вследствие смыва и переноса водой поверхность Земли за тысячу лет понижается более чем на 7 см.